# شهرستان واهکیکوم (واشینگتن)
واهکیکوم (به انگلیسی: Wahkiakum County, Washington) شهرستانی در ایالت واشینگتن می‌باشد. در سرشماری سال ۲۰۱۰ در آمریکا جمعیت این شهرستان ۳٫۹۷۸ نفر بوده است. این شهرستان دومین شهرستان از نطر کمی جمعیت می‌باشد. این شهرستان در ۲۵ آوریل ۱۸۵۴ از شهرستان کائولیتز تشکیل شده است.